# Pinson
Pinson is een plaats (census-designated place) in de Amerikaanse staat Alabama, en valt bestuurlijk gezien onder Jefferson County.

## Demografie
Bij de volkstelling in 2000 werd het aantal inwoners vastgesteld op 5033.

## Geografie
Volgens het United States Census Bureau beslaat de plaats een oppervlakte van
18,2 km², waarvan 18,1 km² land en 0,1 km² water. Pinson ligt op ongeveer 232 m boven zeeniveau.

## Plaatsen in de nabije omgeving
De onderstaande figuur toont de plaatsen in een straal van 16 km rond Pinson.